# مسجد اوری
مسجد بزرگ اوری (به فرانسوی: Mosquée d'Évry) بزرگ‌ترین مسجد اروپا در فرانسه، پس از مسجد رم و مسجد احمد در لندن است.
تصمیم برای ساخت این مسجد در دهه ۱۹۸۰ گرفته شد و در ۱۹۸۵ ساخته شد. اگرچه بازگشایی این مسجد تا ۱۰ سال بعد، یعنی ۱۹۹۵، همزمان با افتتاح «کلیسای کاتولیک اوری» به تأخیر افتاد.